# Доля людська
«Доля людська» (яп. 人間の條件, ромадзі: Ningen no jōken) — японська епічна кінотрилогія режисера Масакі Кобаясі, поставлена у 1959—1961 роках за однойменним романом у шести книгах Дзюмпея Ґомікави, який був опублікований у 1956—1958 роках. Трилогія відслідковує життя Кадзі, японського пацифіста і соціаліста, який намагається вижити в тоталітарному і гнітючому світі в Японії часів Другої світової війни. Фільм став найдовшою прокатною стрічкою в історії японського кінематографу тривалістю 9 годин 47 хвилин. Розглядається багатьма істориками кіно як точка відліку японської нової хвилі.

## Сильніше кохання не буває

### Сюжет
1943 рік. Молодого японця Кадзі призначають консультантом керівника вугільними шахтами в Південній Маньчжурії. Він — автор звіту про роботу шахт. Кадзі від'їжджає на шахти разом з дружиною. Вітер і пил під вічно свинцевим небом — такий сумний пейзаж шахтарського краю. Прибувши на місце, Кадзі починає боротися за підвищення зарплати робітником і за скасування командної системи, при якій процвітає корупція. Військова поліція змушує його збільшити штат робітників за рахунок шестисот китайських військовополонених. Їх тримають подалі від шахти у таборі, за колючим дротом під струмом. Полонені вивантажуються з ешелону в такому жалюгідному стані, що Кадзі просить директора шахти, щоб їх не підпускали до роботи цілий місяць, поки не відгодують. За порадою начальника Кадзі приводить військовополоненим тридцять дівчат, оскільки при шахті знаходиться бордель. Новий друг Кадзі китаєць Чень, вихований в Японії, закохується в повію. Та вмовляє його добитися відімкнення струму на декілька хвилин. Одинадцятьом полоненикам вдається втекти. Незважаючи на це, Кадзі виконує доручення: йому вдалося підвищити загальний виробіток шахти на 20 %. Він укладає угоду з полонениками, проте ще 18 чоловік здійснюють втечу. Лише керівник шахти невдоволений занадто м'якими методами Кадзі і розставляє йому пастки.
Повія повідомляє Ченю, що затівається, і той безуспішно намагається попередити Кадзі. Потім він кидається на колючий дріт і гине, як і багато інших полонеників, які вирішили, що струм відімкнено і дорога до свободи відкрита. Пізніше бригадир несправедливо звинувачує сімох ув'язнених у спробі втечі. Перед Кадзі постає дилема: або поступити як вбивця у шкірі гуманіста і підтримати керівництво табору, або залишитися людиною в повному розумінні слова і чинити йому опір. Начальник поліції власним мечем, заздалегідь змочивши його водою, щоб лезо було гостріше, відрубує голови трьом полоненим. Кадзі наважується виступити проти нього. Інші полонені користуються цим і піднімають бунт. Страту відкладено. Кадзі катують, потім виганяють з шахти. Він дізнається, що його призивають у військо, і майже одночасно, приходить звістка про втечу з табору 30-ти ув'язнених. Почувши другу новину, він починає реготати і не може зупинитися.

## Дорога до вічності

### Сюжет
У 30-градусний мороз Кадзі проходить тренування в армійській казармі. Він випробовує на собі суворість японської військової дисципліни, а також її безглуздя і жорстокість. Єдиний промінь світла — приїзд дружини, першої жінки, що не побоялася такої довгої подорожі заради зустрічі з чоловіком. Кадзі і його дружині дозволяють провести ніч в окремій кімнаті.
На особливо важкому маршуванні кволого і короткозорого солдата відвезли з плацу на візку. За цим приниженням йдуть інші, вже від старослуживих. Одна така витівка (солдата примушують зображувати повію) виявляється занадто жорстокою, і той здійснює самогубство. Кадзі, якого багато товаришів по службі вважають комуністом, безуспішно намагається підвести під трибунал ініціатора дідівщини Йосіду. Відділення Кадзі відправляють на кордон. Кадзі деякий час думає разом зі своїм другом Сіндзьо про втечу, але не піддається цій спокусі. Сіндзьо звинувачують у тому, що він відпустив рибалку, схопленого за шпигунство. Його заарештовано, але коли навкруги піднімається ґвалт через пожежу, він рятується втечею. Йосіда женеться з ним і потрапляє у болото; його рятує Кадзі, але незабаром Йосіда все одно помирає.
Кадзі потрапляє до лікарні, де також панує жорстока військова дисципліна і сліпе підпорядкування начальству. Видужавши, Кадзі вирушає на фронт. Лейтенант, з яким він подружився, доручає йому тренування новобранців від двадцяти до сорока чотирьох років. Кадзі вимагає, щоб старших відокремили від новачків: він пам'ятає про безглузді жорстокості, яким одні традиційно піддають інших. Його прохання виконують, що ще більше посилює ненависть старослуживих до Кадзі. В одному особливо різкому зіткненні з ними Кадзі поранено. Тоді він говорить: «Наш справжній ворог — не старослуживі, а вся армія в цілому». Тренування новобранців пройшло успішно, і лейтенант відправляє їх під керівництвом Кадзі на фронт. Після поразки на Окінаві починається безладна втеча японського війська. Більшість новобранців Кадзі перебито під час наступу радянських танків. Кадзі самому доводиться вбити свого солдата, збожеволілого від страху. Коли танки від'їжджають, Кадзі вигукує: «Я — чудовисько, але я впораюся з цим».

## Молитва солдата

### Сюжет
Кадзі і двоє інших солдатів зустрічають на шляху групу цивільних — повій, матерів з дітьми, містян — і ті долучаються до них. Через нестачу їжі виникають суперечки, але найчастіше їх вдається залагодити енергійністю Кадзі, яка захоплює всіх довкола. Та все-таки Кадзі не може запобігти смерті дитини. По дорозі він зустрічає свого друга Танге. Вони розмовляють про майбутнє Японії. Кадзі дуже песимістично дивиться на нього.
Герої знаходять притулок і продовольство на фермі, але незабаром їх з усіх боків атакують вороги. Багато хто гине. Дивлячись, як вантажівка «червоних» навмисно врізається в колону японських біженців, Кадзі починає ставити питання про цю Червону Армію, яку раніше поважав через свої переконання.
Продовжуючи шлях, Кадзі і його група входять у маньчжурське село, населене біженцями. Там значно менше бояться росіян, ніж японського війська. Солдати і сільські жінки вдаються до сексуальних утіх, в яких Кадзі відмовляється брати участь. Коли в село прибуває російська частина, жінка благає Кадзі не вступати в бій і не проливати даремно кров біженців. Тоді Кадзі вирішує здатися. Його відправляють у трудовий табір, де він помічає, що з японськими офіцерами поводяться набагато краще, ніж з простими солдатами. Останнім постійно загрожує голодна смерть. Кадзі допитують російські офіцери. Його звинувачують у підбурюванні. Говорячи від імені всіх таких як він рядових, він відповідає: «Одного лише факту, що соціалізм кращий за фашизм, ще недостатньо, щоб врятувати наші життя». Кадзі звинувачують ще і в тому, що він підказав своєму співвітчизникові, якого він вже одного разу врятував від смерті, шукати їжу в сміттєвій купі, щоб не померти з голоду. Ця людина помирає від побоїв і покарань. Кадзі вбиває японського офіцера, що співпрацював з адміністрацією табору, після чого йому вдається втекти. Він перебивається милостинею або краде їжу: рівно стільки, щоб не померти з голоду. Він і досі сподівається знайти свою дружину Мітіко, з якою не бачився 700 днів. Він падає у сніг і помирає.

## У ролях
- Тацуя Накадай ···· Каджі
- Аратама Мічіо ···· Мічіко
- Чікаґе Авашіма ···· Тофуку Кін
- Інеко Аріма ···· Шунран Йо
- Кейджі Сада ···· Каґеяма
- Со Ямамура ···· Окішіма
- Акіра Ішіхама ···· Чін
- Коджі Намбара ···· Ко
- Сейджі Міяґуті ···· Кьорітсу О
- Тору Абе ···· Ватарай Ґунсо
- Масао Місіма ···· Курокі Шочо
- Кокінджі Кацура ···· Сата Нітохей

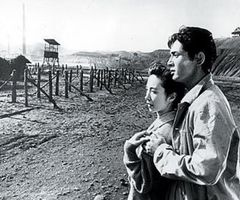
Тацуя Накадай і Мічіо Аратама у сцені з фільму

- Чішю Рю ···· Чоро, вимушений переселенець

## Знімальна група
- Автори сценарію — Дзендзо Мацуяма, Масакі Кобаясі (ч. I—III), Коічі Наґакі (ч. III), за однойменним романом Дзюмпея Ґомікави[ru] (1956—1958)
- Режисер-постановник — Масакі Кобаясі
- Продюсери — Сіґеру Вакацукі (ч. I—III), Масакі Кобаясі (ч.II—III)
- Оператор — Йошіо Міядзіма (ч. I—III)
- Композитор — Тюдзі Кіношіта (ч. I—III)
- Монтаж — Кейчі Ураока (ч. I—III)
- Артдиректор — Кадзуе Хіраката (ч. I—III)

## Визнання
Перша частина
| Нагороди та номінації першої кінотрилогії «Доля людська» | Нагороди та номінації першої кінотрилогії «Доля людська» | Нагороди та номінації першої кінотрилогії «Доля людська» | Нагороди та номінації першої кінотрилогії «Доля людська» | Нагороди та номінації першої кінотрилогії «Доля людська» | Нагороди та номінації першої кінотрилогії «Доля людська» |
| Рік                                                      | Кінофестиваль/кінопремія                                 | Категорія/нагорода                                       | Номінант                                                 | Результат                                                |                                                          |
| -------------------------------------------------------- | -------------------------------------------------------- | -------------------------------------------------------- | -------------------------------------------------------- | -------------------------------------------------------- | -------------------------------------------------------- |
| 1960                                                     | Венеційський міжнародний кінофестиваль                   | Золотий лев                                              | Доля людська                                             | Номінація                                                |                                                          |
| 1960                                                     | Венеційський міжнародний кінофестиваль                   | Приз Сан-Джорджо                                         | Доля людська                                             | Перемога                                                 |                                                          |
| 1960                                                     | Венеційський міжнародний кінофестиваль                   | Премія Пазінетті                                         | Масакі Кобаясі                                           | Перемога                                                 |                                                          |
| 1960                                                     | Премія «Блакитна стрічка»                                | Найкраща акторка другого плану                           | Мічійо Аратама                                           | Перемога                                                 |                                                          |
| 1960                                                     | Премія «Kinema Junpo»                                    | Найкраща акторка                                         | Мічійо Аратама                                           | Перемога                                                 |                                                          |
| 1960                                                     | Премія «Майніті»                                         | Найкращий оператор                                       | Йошіо Міядзіма                                           | Перемога                                                 |                                                          |

Друга частина
| Нагороди та номінації другої частини кінотрилогії «Доля людська» | Нагороди та номінації другої частини кінотрилогії «Доля людська» | Нагороди та номінації другої частини кінотрилогії «Доля людська» | Нагороди та номінації другої частини кінотрилогії «Доля людська» | Нагороди та номінації другої частини кінотрилогії «Доля людська» | Нагороди та номінації другої частини кінотрилогії «Доля людська» |
| Рік                                                              | Кінофестиваль/кінопремія                                         | Категорія/нагорода                                               | Номінант                                                         | Результат                                                        |                                                                  |
| ---------------------------------------------------------------- | ---------------------------------------------------------------- | ---------------------------------------------------------------- | ---------------------------------------------------------------- | ---------------------------------------------------------------- | ---------------------------------------------------------------- |
| 1960                                                             | Премія «Блакитна стрічка»                                        | Найкраща акторка другого плану                                   | Мічійо Аратама                                                   | Перемога                                                         |                                                                  |
| 1960                                                             | Премія «Kinema Junpo»                                            | Найкраща акторка                                                 | Мічійо Аратама                                                   | Перемога                                                         |                                                                  |
| 1960                                                             | Премія «Майніті»                                                 | Найкращий оператор                                               | Йошіо Міядзіма                                                   | Перемога                                                         |                                                                  |

Третя частина
| Нагороди та номінації третьої кінотрилогії «Доля людська» | Нагороди та номінації третьої кінотрилогії «Доля людська» | Нагороди та номінації третьої кінотрилогії «Доля людська» | Нагороди та номінації третьої кінотрилогії «Доля людська» | Нагороди та номінації третьої кінотрилогії «Доля людська» | Нагороди та номінації третьої кінотрилогії «Доля людська» |
| Рік                                                       | Кінофестиваль/кінопремія                                  | Категорія/нагорода                                        | Номінант                                                  | Результат                                                 |                                                           |
| --------------------------------------------------------- | --------------------------------------------------------- | --------------------------------------------------------- | --------------------------------------------------------- | --------------------------------------------------------- | --------------------------------------------------------- |
| 1962                                                      | Премія «Майніті»                                          | Найкращий фільм                                           | Доля людська                                              | Перемога                                                  |                                                           |
| 1962                                                      | Премія «Майніті»                                          | Найкращий режисер                                         | Масакі Кобаясі                                            | Перемога                                                  |                                                           |
| 1962                                                      | Премія «Майніті»                                          | Найкращий актор                                           | Тацуя Накадай                                             | Перемога                                                  |                                                           |
| 1962                                                      | Премія «Майніті»                                          | Найкращий сценарій                                        | Дзендзо Мацуяма                                           | Перемога                                                  |                                                           |
| 1962                                                      | Премія «Майніті»                                          | Найкращий оператор                                        | Йошіо Міядзіма                                            | Перемога                                                  |                                                           |